# Erich Holm

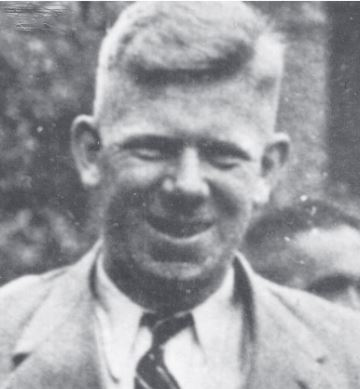

Erich Holm (Hamburg, 1912 – Neu Wulmstorf, 8 maart 1981) was een Duitse onderofficier bij de SS die tijdens de Tweede Wereldoorlog de Judenreferent van Antwerpen was, belast met de deportatie van de Joden. Hij vervulde zijn ambt met ijver en stuurde in samenwerking met de Antwerpse politiediensten en lokale collaborateurs duizenden Joden naar de vernietigingskampen. Twee derde van de Antwerpse Joden werd gedeporteerd, gevoelig meer dan in Brussel en elders in het land.

## Leven
Na jobs als zeeman en klusjesman vervoegde de 28-jarige Holm in 1938 de SS. Het volgende jaar ging hij werken voor de Gestapo van Hamburg. De verovering van België door de nazi's bracht de Oberscharführer (sergeant-majoor) naar Antwerpen, waar hij op 7 augustus 1940 hoofd werd van de Judenabteilung, het vierde bureau van het plaatselijke kantoor van de Sipo-SD. Hij kende de stad van spionageopdrachten die hij in de haven had uitgevoerd.
Als verantwoordelijke voor de jodendeportaties in Antwerpen plande Holm de razzia's, die in de zomer van 1942 grootschalige vormen aannamen. Hij bepaalde de quota en zorgde voor de nodige mankracht. Daar de Duitse ordediensten niet voldoende in aantal waren, deed Holm voor de grote razzia's een beroep op de medewerking van de lokale politie en van vrijwillige jodenjagers, veelal leden van Volksverwering en de Vlaamse SS. Vanwege de opzichtigheid waarmee de slachtoffers werden beroofd, besloot hij in oktober 1942 de acties alleen nog te laten uitvoeren door een kleinere groep rond zijn intimus Felix Lauterborn. Beide heren waren niet vies van geweld (stampen, slagen, baardengetrek) en bleven zich persoonlijk verrijken. Maurice Benedictus, een gevlucht bestuurslid van de Vereeniging van Joden in België, omschreef Holm in 1942 als een bloeddorstige bruut en een alcoholicus, typering die na de oorlog werd bevestigd door Sipo-SD-secretaris Jan Schuermans.
Na de arrestatie van de Joodse dokter Aaron Mostovoy op 30 juni 1943 eigende Holm zich diens appartement aan de Quinten Matsyslei toe. De verduisteringen en diefstallen namen dusdanige proporties aan dat het Brusselse hoofdkantoor van zijn eigen organisatie een onderzoek instelde terwijl hij op verlof was. Dankzij de oprukkende geallieerden moesten de Duitsers zich halsoverkop terugtrekken en werd Holm niet verontrust. Het vernietigen en wegbrengen van de administratie van de Antwerpse Sipo-SD kreeg voorrang. Bij de terugtocht zou Holm betrokken zijn geweest bij moordpartijen op Joden en Amerikaanse krijgsgevangenen. Hij kwam weer in Duitsland terecht en beleefde er de capitulatie van het Derde Rijk.
Na de oorlog was Holm het voorwerp van een gerechtelijk onderzoek door de Belgische justitie. De auditeur-generaal besloot begin 1949 echter dat de jodenjagers van de Antwerpse Sipo-SD niet konden worden vervolgd omdat de kopstukken, waaronder Holm, waren ondergedoken. Hij zou onder meer in Zuid-Afrika en Tenerife verblijven. Zonder verdere motivering werd het onderzoek tegen hem wegens oorlogsmisdaden op 5 augustus 1949 geseponeerd. In 1967 kwam het gerecht hem toch nog op het spoor, maar er kwam geen vraag tot uitlevering. De auditeur-generaal beweerde dat de zaak was verjaard. Holm zou nadien bij zijn zoon in Schwiederstorf hebben gewoond en er gestorven zijn onder een valse naam in het ziekenhuis Buxtehude.

## Voetnoten
1. ↑  Transport 18.08.1942 Mechelen. Gearchiveerd op 25 juni 2022.